# Viggo Kihl
Richard Viggo Kihl, född 11 november 1882 i Köpenhamn, död 10 juli 1945 i Toronto, var en dansk pianist.
Kihl studerade vid Leipzigs musikkonservatorium, bosatte sig 1903 i London och 1913 i Kanada, där han som lärare vid Torontos musikkonservatorium verkade förtjänstfullt för europeisk, främst skandinavisk musiks utbredning.